# 武瓦河
武瓦河是俄羅斯的河流，位於科拉半島西北部，由摩爾曼斯克州負責管轄，河道全長61公里，流域面積1,220平方公里，河道兩岸長滿松樹、樺樹和雲杉。